# Понијево
Понијево је насељено мјесто у општини Жепче, Босна и Херцеговина.

## Историја
Понијево је до 2001. било у саставу општине Маглај.

## Становништво
|             | 2013.        | 1991.        | 1981.        | 1971.        |
| Укупно      | 864 (100,0%) | 775 (100,0%) | 751 (100,0%) | 630 (100,0%) |
| Хрвати      | 862 (99,77%) | 775 (100,0%) | 723 (96,27%) | 623 (98,89%) |
| Срби        | 2 (0,231%)   | –            | 6 (0,799%)   | 4 (0,635%)   |
| Југословени | –            | –            | 22 (2,929%)  | –            |
| Остали      | –            | –            | –            | 3 (0,476%)   |